# África Zavala
África Zavala (née le 12 août 1985 à Mexico, au Mexique), est une actrice mexicaine.

## Filmographie

### Cinéma
| Année | Titre                                           | Caractère | Remarques        |
| ----- | ----------------------------------------------- | --------- | ---------------- |
| 2013  | No sé si cortarme las venas o dejármelas largas | Camila    | Débuts au cinéma |

### Télévision
| Année   | Titre                | Caractère                                                      | Remarques              |
| ------- | -------------------- | -------------------------------------------------------------- | ---------------------- |
| 2005-06 | Peregrina            | Peregrina Huerta /Peregrina Alcocer / Marisela Alcocer Morales | Principal protagoniste |
| 2006-07 | Mundo de fieras      | Aurora Cruz (joven)                                            | Apparition spéciale    |
| 2006-07 | Codigo postal        | Victoria Villarreal                                            | Principal protagoniste |
| 2008-09 | Cuidado con el ángel | Elsa Maldonado San Román                                       | Rôle secondaire        |
| 2009-10 | Los exitosos Pérez   | Liliana "Lily" Cortéz                                          | Rôle secondaire        |
| 2010-11 | Para volver a amar   | Yorley Quiroga                                                 | Principal protagoniste |
| 2011-12 | Amorcito corazón     | Lucía Lobo Carvajal de Pinzón                                  | Principal protagoniste |
| 2012    | Abismo de pasión     | Remedios González                                              | Apparition spéciale    |
| 2012-13 | Corona de lágrimas   | Lucero Vásquez                                                 | Principal protagoniste |
| 2014    | La malquerida        | Ana Alejandra Silva González / Turquesa                        | Principal protagoniste |
| 2014    | La Gata              | Leticia Martínez Negrete de la Santa Cruz                      | Apparition spéciale    |
| 2015    | Amores con trampa    | María Sánchez de Carmona                                       | Principal protagoniste |

## Récompenses et distinctions
| Année | Récompenses        | Catégorie                    | Nommés             | Resultat   |
| ----- | ------------------ | ---------------------------- | ------------------ | ---------- |
| 2013  | Premios TVyNovelas | Meilleure actrice principale | Corona de lágrimas | Nomination |